# 埃斯梅拉达县 (内华达州)
埃斯梅拉達縣（英語：Esmeralda County）是美国内华达州西南部的一個縣，西南鄰加利福尼亚州，面積9,295平方公里，根據美国人口普查局2020年統計，共有人口729人，是全州人口最少的縣。縣治戈爾德菲爾德 （Goldfield）。
該縣成立於1861年11月23日，是該州最早的九個縣之一；縣名是西班牙语「祖母綠」的意思，據說源自早期開礦者以維克多·雨果《巴黎聖母院》中的吉普賽女郎為其礦坑命名。該縣在1900年代出現過淘金潮，在1910年代末期礦床枯竭，經濟亦隨之衰落。
該州最高點邦德里峰位於本縣。